# Jaulny
Jaulny település Franciaországban, Meurthe-et-Moselle megyében. Lakosainak száma 200 fő (2022. január 1.). Jaulny Charey, Prény, Rembercourt-sur-Mad, Thiaucourt-Regniéville, Viéville-en-Haye és Xammes községekkel határos.

## Népesség
A település népességének változása:
| Lakosok száma | 224  | 172  | 220  | 249  | 251  | 218  | 203  | 196  | 184  | 200  |
|               | 1968 | 1982 | 1999 | 2006 | 2011 | 2015 | 2017 | 2018 | 2020 | 2022 |